# 현악 삼중주
현악 삼중주는 세 개의 현악기 조합, 또는 그러한 조합을 위해 쓰여진 작품을 의미한다.

## 역사
고전주의 시대 초기에 발견된 최초의 현악 삼중주 형태는 바로크 삼중주 소나타에서 성장한 조합인 두 개의 바이올린과 첼로로 구성되었으며, 19세기 동안 현악 삼중주는 바이올린, 비올라, 첼로가 우세한 유형이 되었다 (Tilmouth and Smallman 2001).
18세기 후반부터 두 개의 바이올린과 첼로의 삼중주 구성은 (19세기에도) 고전주의 실내악에서 완전히 포기되지는 않았지만 바이올린, 비올라, 첼로의 구성이 우선권을 갖기 시작했다. 요제프 하이든은 이 이 조합을 사용한 최초의 작곡가로 보이지만 (Tilmouth and Smallman 2001), 곧 루이지 보케리니에 의해 모방되었다 (Kennedy 1994).

## 용어와 악기 구성
이 용어는 일반적으로 고전주의 시대부터 현재까지의 실내악 작품과 관련하여 사용된다. 적어도 19세기부터, 달리 명시되지 않은 악기가 있는 "현악 삼중주"라는 용어는 일반적으로 바이올린, 비올라, 첼로의 조합을 의미한다. (참조 "현악 사중주", "피아노 삼중주" 등). 이는 IMSLP를 포함한 주요 카탈로그에서 사용되는 용어이다.
바이올린, 비올라, 첼로의 조합으로 연주를 하게 하면 저음에서 고음에 이르기까지 음이 고르게 분포된다. 게다가 음빛깔이나 음량, 조율 같은 것도 거의 문제가 되지 않는다. 이 때문에 피아노 삼중주보다는 작곡하기 쉽다고 볼 수 도 있겠지만, 반대로 피아노 삼중주 만큼의 충실한 울림은 나오기 힘들다고 볼 수 있다. 이러한 이유로 현악 삼중주는 여러 작곡가가 작품을 남기긴 했지만, 역사에 남을 만한 명곡은 많이 나오지 않았다. 현악 중주라고 하면 4성부의 화성이라고 하는 점에서 아무래도 현악 사중주가 우위를 차지한다고 할 수 있다.
현악 삼중주는 현악 사중주에 비해 바이올린이 한 개 줄어 더욱 투명한 화음을 이루지만, 서양음악의 기본은 4성부이기 때문에, 건반 악기의 통주저음으로 화성을 충전할 수 있는 바로크 시대의 삼중주 소나타가 많이 쓰여진 데 비해 작품 수는 많지 않다.
연주는 기존의 현악 사중주단에서 바이올린 연주자가 한 명 빠져 파트너가 되는 것보다 바이올린, 비올라, 첼로의 각각의 명수(名手)가 세 명 모여 파트너가 되는 경우가 많다. 현악 사중주에 비해 레퍼토리는 적기 때문에 전문의 현악 삼중주 단체는 거의 없지만, 세 명의 연주자가 비교적 지속적인 활동을 하고 있는 예는 있어, 이 경우 단체명을 붙이는 경우도 있다.
하이든 작곡의 현악 삼중주에서처럼, 바이올린 두 개와 첼로 한 개에 의한 구성의 예도 있다.

## 주요 작곡가와 작품
현악 삼중주라는 장르에서 최초의 주요작 중 하나는 먼저 볼프강 아마데우스 모차르트의 리베르티멘토 E 단조 K. 563이다. 모차르트는 루이지 보케리니, 카를 디터스 폰 디터스도르프, 펠리스 데 지아디니 및 알레산드로 롤라와 같은 작곡가의 전형적인 협주곡 형식을 성공적으로 숭고하게 했으며, 가장 역동적이고 대화적인 작곡 스타일은 요제프 하이든이 현악 사중주로 완성했다.
루트비히 판 베토벤은 다섯 개의 현악 삼중주를 작곡했다. 첫 번째 작품인 E♭ 장조, 작품 번호 3은 야심찬 6악장 작품으로, 아마도 모차르트의 K. 563에서 영감을 얻었을 것이라고 여겨진다. 두 번째 작품인 세레나데 D 장조, 작품 번호 8은 베토벤이 더 극단적이고 덜 일반적인 사용 형태를 실험하는 것을 보여준다. 마지막 세 개의 삼중주, 작품 번호 9에서 젊은 베토벤은 걸작에 더해, 그의 작곡의 첫 번째 단계의 하이라이트로 간주되는 것과 같은 형식의 습득에 자신을 투자했다.
현악 삼중주를 위한 작품은 숙련된 작곡가에게 충분한 가능성을 제공한다. 기악 편성법은 보다 일반적인 현악 사중주와 비교할 때, 네 부분의 화음 구성으로 대표되는 음악의 전통 작곡가에게 도전을 제공한다. 19세기와 20세기에 수많은 작곡가들이 모차르트와 베토벤의 예를 따라 같은 장르를 위해 작곡했다.

### 바이올린, 비올라, 첼로
- 볼프강 아마데우스 모차르트
  - 디베르티멘토 내림마장조, K. 563 (1788)[nb 1]
- 루트비히 판 베토벤
  - 현악 삼중주 1번 내림마장조, 작품 번호 3
  - 현악 삼중주를 위한 세레나데 라장조, 작품 번호 8 ("현악 삼중주 2번")
  - 현악 삼중주 3번 사장조, 작품 번호 9, 1
  - 현악 삼중주 4번 라장조, 작품 번호 9, 2
  - 현악 삼중주 5번 다단조, 작품 번호 9, 3
- 프란츠 슈베르트
  - 현악 삼중주 1번 장조 D. 471
  - 현악 삼중주 2번 장조 D. 581
- 파울 힌데미트
  - 현악 삼중주 1번 작품 번호 34
  - 현악 삼중주 2번 (1933년)
- 아르놀트 쉔베르크
  - 현악 삼중주, 작품번호 45

### 다른 구성

#### 두 개의 바이올린, 첼로
- 루트비히 판 베토벤
  - 현악 삼중주 내림마단조, Hess 29
- 요제프 하이든
  - 현악 삼중주, Hob. V:1–21 (Hob. V:8 제외)
  - 현악 삼중주, Hob. V:F1, D1, B1, G1, D3, A2, C1, C4

#### 두 개의 바이올린, 비올라
- 안토닌 드보르자크
  - 현악 삼중주 다장조, 작품 번호 74
  - 미니아추어, 작품 번호 75a

## 현악 삼중주단의 예
- 아놀드 쇤베르크 트리오 - 롤프 슐테 (vn), 리처드 용재 오닐 (va), 프레드 셰리 (vc)
- 그뤼미오 트리오 - 아르튀르 그뤼미오 (vn), 조르쥬 얀 체 (va), 에바 차코 (vc)

## 같이 보기
- 현악 오중주